# Charnod
Charnod település Franciaországban, Jura megyében. Lakosainak száma 37 fő (2022. január 1.). Charnod Vosbles-Valfin, Aromas és Montlainsia községekkel határos.

## Népesség
A település népességének változása:
| Lakosok száma | 67   | 57   | 50   | 49   | 42   | 40   | 40   | 39   | 38   | 37   |
|               | 1968 | 1982 | 1990 | 2006 | 2013 | 2015 | 2017 | 2019 | 2020 | 2022 |